# Johannes von Syberg
Johann(es) von Syberg OCist auch Johannes von Sieberg (Siegburg) († 30. September oder 1. Oktober 1383 – nach anderen Angaben: Ende September 1366 – in Altenberg) war Weihbischof in Köln.
Johann(es) entstammte dem Kölner Patriziergeschlecht von Syberg. Der Mönch der Zisterzienser-Abtei Altenberg ist bis 1356 mit Pontifikalfunktionen, also als Weihbischof, im Erzbistum Köln erwähnt. Nachdem er noch einige Jahre als Weihbischof in Mainz tätig gewesen war, zog er sich in sein Kloster Altenberg zurück, in dessen Kirche er auch bestattet ist. Er war Titularbischof von Skopje.